# Bassania fortis
Bassania fortis är en fjärilsart som beskrevs av W. Warren 1904. Bassania fortis ingår i släktet Bassania och familjen mätare. Inga underarter finns listade i Catalogue of Life.